# 梅尔兴
梅尔兴是德国巴伐利亚州的一个市镇。总面积24.81平方公里，总人口3081人，其中男性1534人，女性1547人（2011年12月31日），人口密度124人/平方公里。